# Stella Gasparri
Stella Gasparri (Roma, 31 marzo 1975) è una doppiatrice e attrice italiana.

## Biografia
Attiva in cinema, teatro e televisione, è figlia dell'attore Franco Gasparri, cui ha dedicato nel 2008 il documentario Un volto fra la folla.

## Filmografia

### Cinema
- Tobia al caffè, regia di Gianfranco Mingozzi (1999)
- Chi nasce tondo..., regia di Alessandro Valori  (2007)
- Natale a Londra - Dio salvi la regina, regia di Volfango De Biasi (2016)

### Televisione
- Distretto di Polizia – serie TV (2000)
- La squadra – serie TV (2001)
- Barricata a S. Callisto, regia di Ivano De Matteo – documentario (2001)
- Un volto tra la folla. Franco Gasparri, appunti... frammenti, ricordi di un fotoromanzo italiano, regia di Stella Gasparri – documentario (2008)[1]

### Cortometraggi
- La perdita, regia di Lucilla Cristaldi (2000)
- Giulietta della spazzatura, regia di Paola Randi (2002)
- La via del successo, regia di Leonardo D'Agostini (2005)
- Il sistema morbido, regia di Brando Bartoleschi e Lorenzo Di Nola (selezionato al 62º Festival di Cannes, tratto da un racconto di Edgar Allan Poe) (2009)

## Teatro
- Teleteatrando, regia di S. Marcotullio (1996)
- L'audizione, regia di E. G. Lavallè (1996)
- Aspettando Godot di Samuel Beckett, regia di S. Marcotullio (1996)
- Schermo zebrato, regia di S. Marcotullio (1996)
- Matrimonio borghese, da Eugène Labiche, regia di E. G. Lavallé (1996)
- Interno Tamagotchi di Valentina Ferlan, regia di Ivano De Matteo (1998)
- Il ritratto di Dorian Gray, regia di Ivano De Matteo (1998)
- Le città del mondo, con Giulio Brogi, regia di Armando Pugliese (1999-2000)
- Recital shakespeariano, regia di Flavio Bucci (2002)
- Racconti, regia di Marco Maltauro (2002)
- Assattanate, produzione Lina Sastri, regia di C. Belsito (2002)
- Questi uomini, regia di G. Leonetti (2004)
- Trenta anni, regia di F. Staasch – monologo (2005)
- Boeing Boeing di Marc Camoletti, con Luciana Turina e Denny Méndez (2006)[2]

## Doppiaggio

### Film
- Janet Edwards in Smokin' Aces, The Wicker Man, Tony Manero, The Wrestler, The Messengers, Le particelle elementari, La terza madre
- Gwendoline Christie in Hunger Games - Il canto della rivolta - Parte 2, Star Wars - Il risveglio della Forza, Star Wars - Gli ultimi Jedi
- Yvette Nicole Brown in Avengers: Endgame, Come per disincanto - E vissero infelici e scontenti
- Jennifer Hudson in La vita segreta delle api
- Julie Delpy in Avengers: Age of Ultron
- Natasha Alam in The Women
- Heather Alicia Simms in Il diario di una tata
- Eleanor Matsuura in Spooks - Il bene supremo
- Nicola Correia-Damude in My Spy - La città eterna
- Lili Taylor in Nemico pubblico - Public Enemies

### Film d'animazione
- Rana al bar in Shrek 2
- Alice in Rio

### Serie televisive
- Gwendoline Christie in Il Trono di Spade
- Nadine Velasquez in Hawaii Five-0
- April Parker Jones in Masters of Sex
- Meagan Good in Harry's Law
- Tattiawna Jones in I signori della fuga
- Lesli Margherita in Seven Seconds

### Serie animate
- Viper in Avengers - I più potenti eroi della Terra
- Madison in I Simpson
- Queen Bee in Young Justice
- Nonnina in Capitan Flamingo
- Lin Lin e Mei Ling in Toot & Puddle
- Wedy in Death Note

### Videogiochi
- Phasma in LEGO Star Wars: Il risveglio della Forza[3]